# Martino Finotto

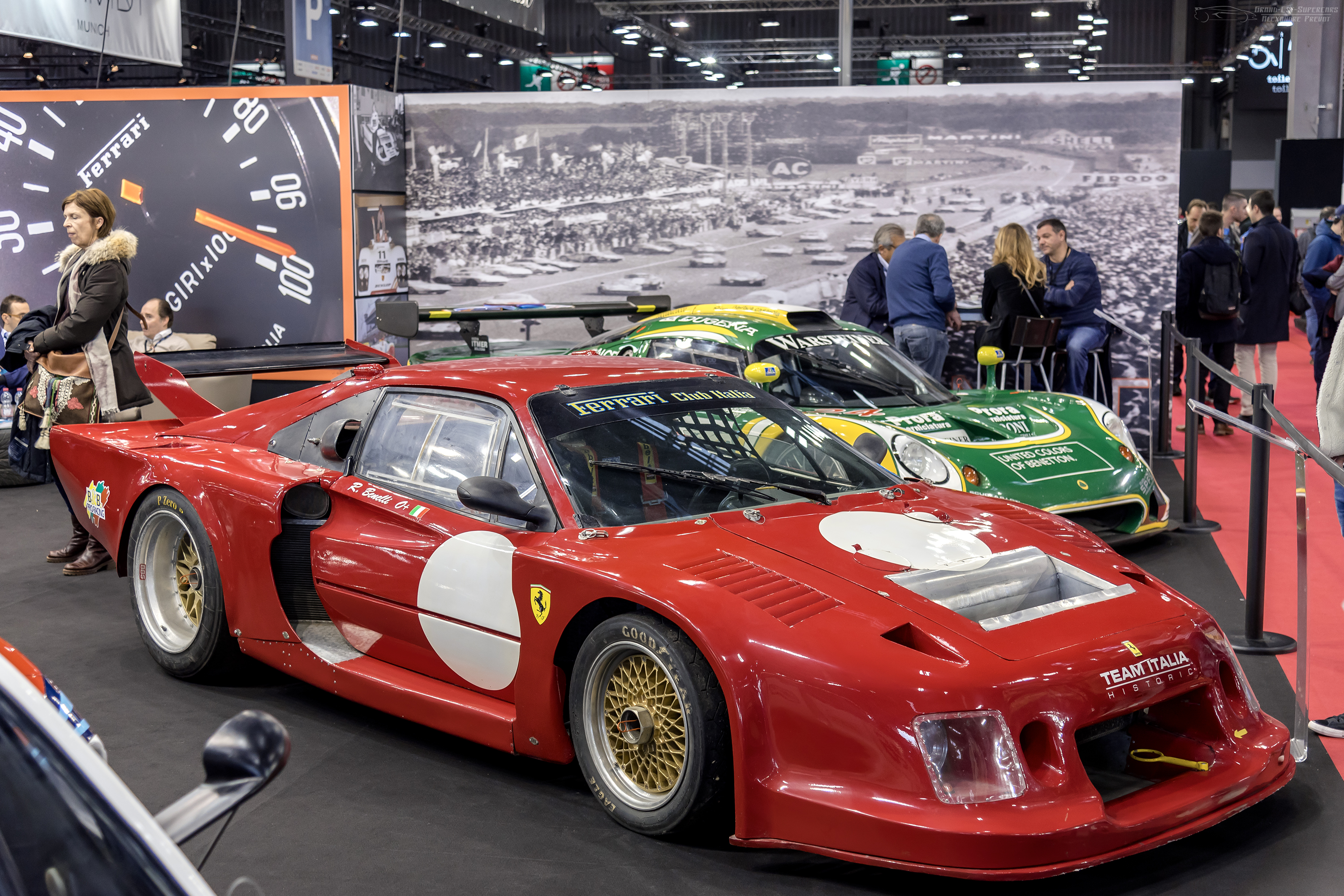
Der von Martino Finotto gefahrene Ferrari 308 Carma FF

Martino Finotto (* 11. November 1933 in Camporosso; † 13. August 2014 in Panama) war ein italienischer Automobilrennfahrer und Rennstallbesitzer.

## Karriere im Motorsport
Martino Finotto war einer der italienischen Rennfahrer, die ab Mitte der 1970er-Jahre bis 1988 in der Tourenwagen-Europameisterschaft eine dominante Rolle innehatten; Neben Finotto gehörten Carlo Facetti, Umberto Grano, Gianfranco Brancatelli und Roberto Ravaglia zu diesem Fahrerkreis. Sie alle eint mindestens ein Meistertitel in der Tourenwagen-Europameisterschaft dieser Zeit.
Finotto bestritt ab 1972 Tourenwagenrennen in der italienischen Serie und der Europameisterschaft. Seinen ersten zählbaren Erfolg feierte er 1972 mit dem elften Endrang beim 2-Stunden-Rennen von Brünn. Das Rennen fuhr er auf einem Ford Escort des italienischen Jolly-Club-Teams. Diese Rennmannschaft wurde von Finotto finanziert und daher ging er immer wieder für das Team aus Mailand bei Touren- und Sportwagenrennen an den Start. Seine erste Podiumsplatzierung erreichte er mit dem zweiten Platz beim 4-Stunden-Rennen auf dem Salzburgring; den ersten Sieg 1977 beim 4-Stunden-Rennen von Monza. Am Salzburgring war 1974 der Deutsche Manfred Mohr sein Teamkollege; in Monza teilte er sich das Cockpit mit Carlo Facetti und Umberto Grano.
Zwei Jahre später, 1979, hatte Finotto seine stärkste Saison, als er sich mit Siegen auf der Nordschleife des Nürburgrings, in Zandvoort, am Salzburgring, in Silverstone und Zolder den Titel eines Tourenwagen-Europameisters sicherte.
1974 hatte er sein Debüt beim 24-Stunden-Rennen von Le Mans gegeben. Das Rennen endete vorzeitig durch einen Ausfall. Insgesamt war Finotto sechsmal in Le Mans am Start; die beste Platzierung erreichte er 1981 mit dem 15. Gesamtrang.
Ende 1984 endete die Zusammenarbeit zwischen Finotto und Jolly Club. Ab 1985 ging er für verschiedene Teams in der Sportwagen-Weltmeisterschaft und der US-amerikanischen IMSA-GTP-Serie an den Start; nach einem Ausfall beim 12-Stunden-Rennen von Sebring 1995 beendete er seine Rennkarriere.

## Scuderia Finotto
In der Formel-1-Saison 1974 ging die nach Martino Finotto benannte Scuderia Finotto bei einigen Läufen der Formel-1-Weltmeisterschaft an den Start. 
Ende 1973 kaufte Finotto zwei ältere Formel-1-Fahrzeuge vom Typ Brabham BT42 in der Absicht, mit ihnen 1974 selbst in der Formel 1 anzutreten. Nach einer Testfahrt im November 1973 kam Finotto zu der Auffassung, dass die Formel 1 nichts für ihn sei. Er bot daraufhin anderen Rennfahrern seine Autos an. Zu ihnen gehörte der Tessiner Silvio Moser, der sie mit der finanziellen Unterstützung des Schweizer Geschäftsmanns Bretscher leaste. Moser meldete mindestens einen von Finottos Brabhams zum Großen Preis von Spanien für sein eigenes Team, das er nach seinem Geldgeber Bretscher Racing Team genannt hatte. Mosers Rennstall kam in dieser Form nicht zum Einsatz. Der Schweizer Pilot starb im Frühjahr 1974 an den Folgen eines Rennunfalls, bevor er mit Finottos Brabham auch nur ein Rennen bestritten hatte. Finotto verlieh einen der Wagen daraufhin an diverse Paydriver, die ihn für die Scuderia Finotto zu mehreren Weltmeisterschaftsläufen der Saison 1974 meldeten. Zu ihnen gehörte der zweifache Le-Mans-Sieger und spätere Formel-1-Teamchef Gérard Larrousse, der mit dem Finotto-Brabham 1974 in Belgien seinen einzigen Formel-1-Grand-Prix bestritt. Dies war zugleich der einzige Formel-1-Lauf, an dem das Team teilnahm. Helmut Koinigg und Carlo Facetti, die weiteren Fahrer Finottos, verpassten bei ihren Versuchen jeweils die Qualifikation. Einige weitere Meldungen des Teams für die Fahrer Andy Sutcliffe, Manfred Mohr und Jean-Louis Lafosse wurden von den Organisatoren der Rennen gar nicht erst akzeptiert.
Der Rennstall war auch nach den Maßstäben der 1970er-Jahre außergewöhnlich schwach finanziert und organisiert. Das Team hatte nur einen ständigen Mechaniker und verfügte nicht über eigene Räumlichkeiten. Stattdessen nutzte es eine Automobilwerkstatt in Buscate für technische Arbeiten.
Ende des Jahres 1974 wurde die erfolglose Unternehmung beendet und die Wagen wieder verkauft.

## CARMA
Mit Carlo Facetti verband Finotto eine langjährige Freundschaft. Anfang der 1980er-Jahre gründeten sie gemeinsam ein Unternehmen – CARMA (CAR für Carlo und MA für Martino) –, das sich mit der Entwicklung von Rennmotoren beschäftigte. Der 1,8-Liter-4-Zylinder-Turbomotor im Alba AR2 – aus Reglementgründen als Giannini Carma bezeichnet – wurde bei CARMA entwickelt.

## Statistik

### Le-Mans-Ergebnisse
| Jahr | Team                    | Fahrzeug               | Teamkollege    | Teamkollege   | Platzierung | Ausfallgrund       |
| ---- | ----------------------- | ---------------------- | -------------- | ------------- | ----------- | ------------------ |
| 1974 | BMW Jolly Club          | BMW 3.0CSL             | Carlo Facetti  | Manfred Mohr  | Ausfall     | Zylinder überhitzt |
| 1980 | Jolly Club Lancia Corse | Lancia Beta Montecarlo | Carlo Facetti  |               | Rang 19     |                    |
| 1981 | Jolly Club              | Lancia Beta Montecarlo | Giorgio Pianta | Giorgio Schön | Rang 15     |                    |
| 1983 | Scuderia Jolly Club     | Alba AR2               | Carlo Facetti  | Marco Vanoli  | Ausfall     | Chassis gebrochen  |
| 1984 | Scuderia Jolly Club     | Alba AR2               | Carlo Facetti  | Marco Vanoli  | Rang 21     |                    |
| 1985 | Carma F.F.              | Alba AR6               | Guido Daccò    | Aldo Bertuzzi | Ausfall     | Elektrik           |

### Sebring-Ergebnisse
| Jahr | Team                 | Fahrzeug    | Teamkollege       | Teamkollege      | Teamkollege        | Platzierung | Ausfallgrund    |
| ---- | -------------------- | ----------- | ----------------- | ---------------- | ------------------ | ----------- | --------------- |
| 1986 | Gaston Andrey Racing | Alba AR6    | Carlo Facetti     | Ruggero Melgrati |                    | Ausfall     | Getriebeschaden |
| 1987 | Gaston Andrey Racing | Alba AR6    | Pietro Silva      | Ruggero Melgrati |                    | Ausfall     | Getriebeschaden |
| 1988 | Gaston Andrey Racing | Tiga GT286  | Paolo Guatamacchi | Uli Bieri        | Angelo Pallavicini | Rang 13     |                 |
| 1989 | Bieri Racing         | Tiga GT286  | Paolo Guatamacchi | Uli Bieri        |                    | Ausfall     | Aufhängung      |
| 1990 | Bieri Racing         | Spice SE89P | Paolo Guatamacchi | Ruggero Melgrati |                    | Rang 11     |                 |
| 1991 | Bieri Racing         | Spice SE89P | Fermín Vélez      | Ruggero Melgrati |                    | Ausfall     | Unfall          |
| 1995 | Martino Finotto      | Ferrari 308 | John Finger       | Ruggero Melgrati |                    | Ausfall     | Ansaugkrümmer   |

### Einzelergebnisse in der Sportwagen-Weltmeisterschaft
| Saison | Team                    | Rennwagen                                               | 1   | 2   | 3   | 4   | 5   | 6   | 7   | 8   | 9   | 10  | 11  | 12  | 13  | 14  | 15  | 16  | 17  |
| ------ | ----------------------- | ------------------------------------------------------- | --- | --- | --- | --- | --- | --- | --- | --- | --- | --- | --- | --- | --- | --- | --- | --- | --- |
| 1973   | Jolly Club              | AMS 273                                                 | DAY | VAL | DIJ | MON | SPA | TAR | NÜR | LEM | ZEL | WAT |     |     |     |     |     |     |     |
| 1973   | Jolly Club              | AMS 273                                                 |     |     |     | DNF |     |     |     |     |     |     |     |     |     |     |     |     |     |
| 1974   | Jolly Club              | AMS 274 BMW 3.0 CSL                                     | MON | SPA | NÜR | IMO | LEM | ZEL | WAT | LEC | BRH | KYA |     |     |     |     |     |     |     |
| 1974   | Jolly Club              | AMS 274 BMW 3.0 CSL                                     | DNF | 8   |     | DNF | DNF |     |     |     |     |     |     |     |     |     |     |     |     |
| 1975   | Jolly Club Manfred Mohr | Osella PA3 Lola T294                                    | DAY | MUG | DIJ | MON | SPA | PER | NÜR | ZEL | WAT |     |     |     |     |     |     |     |     |
| 1975   | Jolly Club Manfred Mohr | Osella PA3 Lola T294                                    |     |     |     | DNF |     |     |     | 6   |     |     |     |     |     |     |     |     |     |
| 1976   | Jolly Club Zakspeed     | Ford Escort RS                                          | MUG | VAL | NÜR | MON | SIL | IMO | NÜR | ZEL | PER | WAT | MOS | DIJ | DIJ | SAL |     |     |     |
| 1976   | Jolly Club Zakspeed     | Ford Escort RS                                          | 9   | 11  |     |     | 6   |     | DNF | DNF |     |     |     |     |     |     |     |     |     |
| 1977   | Jolly Club              | Porsche 935 Ford Escort                                 | DAY | MUG | DIJ | MON | SIL | NÜR | VAL | PER | WAT | EST | LEC | MOS | IMO | SAL | BRH | HOK | VAL |
| 1977   | Jolly Club              | Porsche 935 Ford Escort                                 | 2   | 2   |     |     | 6   | DNF |     |     |     |     | 8   |     |     |     |     |     | DNF |
| 1978   | Jolly Club              | Porsche 935                                             | DAY | SEB | MUG | TAL | DIJ | SIL | NÜR | LEM | MIS | DAY | WAT | VAL | ROD |     |     |     |     |
| 1978   | Jolly Club              | Porsche 935                                             | 66  |     | 5   |     |     | DNF |     |     | DNF |     |     |     |     |     |     |     |     |
| 1979   | Jolly Club              | Porsche 935                                             | DAY | SEB | MUG | TAL | DIJ | RIV | SIL | NÜR | LEM | PER | DAY | WAT | SPA | BRH | ROA | VAL | ELS |
| 1979   | Jolly Club              | Porsche 935                                             | 45  |     | 3   |     |     |     |     |     |     |     |     |     |     |     |     |     |     |
| 1980   | Jolly Club              | Lancia Beta Montecarlo                                  | DAY | BRH | SEB | MUG | MON | RIV | SIL | NÜR | LEM | DAY | WAT | SPA | MOS | ROA | VAL | DIJ |     |
| 1980   | Jolly Club              | Lancia Beta Montecarlo                                  | 10  | 4   |     | 4   |     |     | DNF | 14  | 19  |     | 6   |     | 7   |     | DNF |     |     |
| 1981   | Jolly Club Smit Jet     | Lancia Beta Montecarlo Ferrari 308 Chevrolet Camaro Z28 | DAY | SEB | MUG | MON | RIV | SIL | NÜR | LEM | PER | DAY | WAT | SPA | MOS | ROA | BRH |     |     |
| 1981   | Jolly Club Smit Jet     | Lancia Beta Montecarlo Ferrari 308 Chevrolet Camaro Z28 | 5   |     | DNF |     |     | DNF |     | 14  | DNF |     |     | 22  |     |     |     |     |     |
| 1982   | Jolly Club              | Osella PA9                                              | MON | SIL | NÜR | LEM | SPA | MUG | FUJ | BRH |     |     |     |     |     |     |     |     |     |
| 1982   | Jolly Club              | Osella PA9                                              | DNF |     |     |     |     |     |     |     |     |     |     |     |     |     |     |     |     |
| 1983   | Osella Jolly Club       | Osella PA9 Alba AR2                                     | MON | SIL | NÜR | LEM | SPA | FUJ | KYA |     |     |     |     |     |     |     |     |     |     |
| 1983   | Osella Jolly Club       | Osella PA9 Alba AR2                                     | DNF | 9   | 11  | DNF | DNF | 11  | 12  |     |     |     |     |     |     |     |     |     |     |
| 1984   | Jolly Club              | Alba AR2                                                | MON | SIL | LEM | NÜR | BRH | MOS | SPA | IMO | FUJ | KYA | SAN |     |     |     |     |     |     |
| 1984   | Jolly Club              | Alba AR2                                                | 11  | DNF | 21  | 24  | 15  | 6   | DNF | DNF | 15  |     | DNF |     |     |     |     |     |     |
| 1985   | Carma FF                | Alba AR2 Alba AR6                                       | MUG | MON | SIL | LEM | HOK | MOS | SPA | BRH | FUJ | SEL |     |     |     |     |     |     |     |
| 1985   | Carma FF                | Alba AR2 Alba AR6                                       | 9   | DNF | 17  | DNF | 17  | DNF | DNF | 8   |     |     |     |     |     |     |     |     |     |
| 1986   | Jolly Club              | Alba AR6                                                | MON | SIL | LEM | NÜN | BRH | JER | NÜR | SPA | FUJ |     |     |     |     |     |     |     |     |
| 1986   | Jolly Club              | Alba AR6                                                | DNF | DNF |     |     |     |     |     |     |     |     |     |     |     |     |     |     |     |
| 1987   | Alba Carma              | Alba AR6                                                | JAR | JER | MON | SIL | LEM | NÜN | BRH | NÜR | SPA | FUJ |     |     |     |     |     |     |     |
| 1987   | Alba Carma              | Alba AR6                                                | DNF |     |     |     |     |     |     |     |     |     |     |     |     |     |     |     |     |